# Eduard Hirsch
Eduard Hirsch (* 6. Dezember 1896 in Steinbach; † 28. Mai 1989) war ein deutscher Verwaltungsbeamter und Landrat. Von 1948 bis 1966 war er Landrat des Landkreises Heilbronn.

## Leben
Hirsch wurde in Steinbach bei (Schwäbisch) Hall als Sohn eines Pflästerermeisters und Landwirts geboren. 1903 bis 1907 besuchte er die Volksschule in Steinbach, anschließend bis 1914 die Oberrealschule in Hall. Eine bis 1917 dauernde Verwaltungslehre beim Haller Stadtschultheißenamt schloss sich an. Er war dann als Gehilfe tätig, bis 1918 beim Stadtschultheißenamt Neuenstein, dann bis 1919 beim Oberamt Leutkirch. 1919 bis 1920 besuchte er die Höhere Verwaltungsschule in Stuttgart und legte die Dienstprüfung für den gehobenen Verwaltungsdienst ab.
1920 bis 1934 arbeitete er beim württembergischen Innenministerium in Stuttgart, wo er elf Jahre der Polizeiabteilung angehörte und zum Oberrechnungsrat aufstieg. Parallel war er von 1920 bis 1924 Gasthörer in den Fächern Finanzwissenschaft und Volkswirtschaft an der Technischen Hochschule Stuttgart. Ab 1934 war er Abteilungsleiter bei der Württembergischen Prüfungsanstalt für Körperschaften. 1940 bis 1945 wurde er als Leiter der Polizeidirektion abgeordnet zum Stadthauptmann des von Deutschland besetzten Krakau, damals Teil des Generalgouvernements (für die besetzten polnischen Gebiete). 1945 war er wieder zurück in Württemberg, ab Februar Abteilungsleiter im Landwirtschaftsamt Schwäbisch Hall und von April bis August 1945 Amtsverweser (des Landratspostens) im Landkreis Schwäbisch Hall. Von August 1945 bis November 1947 befand er sich in „politische[r] Haft“.
Am 1. Juni 1948 wurde der parteilose Eduard Hirsch vom Kreistag des Landkreises Heilbronn als Nachfolger Hermann Sihlers zum Landrat gewählt. 1954 und 1960 wurde er wiedergewählt, am 7. Oktober 1966 trat er in den Ruhestand. Sein Nachfolger wurde Otto Widmaier.
Die dringlichste Aufgabe zu Beginn seiner Amtszeit als Landrat war die Behebung der durch die Kriegszerstörungen und den Zustrom von Flüchtlingen verursachten Wohnungsnot. Zu deren Behebung setzte Hirsch sich unter anderem wesentlich für die Errichtung der „Bundesmustersiedlung“ Amorbach bei Neckarsulm ein, die 1953 bis 1955 gebaut und später mehrfach erweitert wurde. In Hirschs Amtszeit fielen auch die Erweiterung des Kreiskrankenhauses in Brackenheim und die Einrichtung des zweiten Kreiskrankenhauses in Möckmühl, die Umsiedlung des Lungensanatoriums von Schloss Horneck in Gundelsheim in einen Neubau bei Löwenstein (heutiges Lungenfachkrankenhaus Klinik Löwenstein) und der Ausbau des Straßennetzes im Landkreis.

## Auszeichnungen
1964 erhielt Eduard Hirsch das Bundesverdienstkreuz 1. Klasse.